# Prise de Saint-Laurent-la-Roche (1641)
Guerre de Trente Ans
Batailles
La prise de Saint-Laurent-la-Roche est une bataille qui eut vraisemblablement lieu le 1er novembre 1641 dans le comté de Bourgogne durant l'épisode comtois de la guerre de Trente Ans. Elle opposa la garnison française du capitaine de Mance à la compagnie de francs-tireurs du capitaine Lacuzon. Cette bataille, bien que mineure sur le plan militaire, eut un très fort retentissement à l'époque.  

## Contexte
En 1641, la France et le comté de Bourgogne sont en guerre depuis 7 ans. Louis XIII avait investi le comté de Bourgogne. Jusqu'en mars 1637, la guerre avait plutôt été favorable aux Comtois pourtant inférieurs en nombre. Mais l'armée comtoise a été décimée à la bataille de Cornod et les renforts espagnols et impériaux n'auront pas d'action décisive sur le cours de la guerre. Fort de ce succès et débarrassé de l'armée comtoise, les Français, alliés aux Suédois, peuvent maintenant traverser la Franche-Comté pour anéantir ses villes et villages. En 1637, ils prennent la forteresse de Saint-Laurent-la-Roche, place stratégique et puissante en Franche-Comté. En effet, par sa position, le site contrôle à la fois la plaine et les montagnes de l'actuel Jura. La garnison comtoise ayant été décimée par une épidémie de peste, la place n'avait que peu résisté. Les Français investissent à leur tour la forteresse et s'en servent comme base arrière pour des raids de pillages et d'attaques dans les environs. Pendant 4 années, les Comtois vont subir de nombreux raids violents et cruels de la part des Français en poste dans ce lieu.
En 1641, le capitaine Lacuzon, avec ses trois compagnies de francs-tireurs, fait partie des dernières forces militaires comtoises en activité. Prendre le château de Saint-Laurent s'impose rapidement pour lui comme un nécessité stratégique. Mais ses faibles moyens, ainsi que la puissance de la place, rend impossible sa prise par la force.

## La prise de la place
Lacuzon, qui possède un service de renseignement efficace, fait espionner soigneusement les lieux et les Français dans la place. Il vient lui-même sur place se rendre compte de la situation et, à cette occasion, rencontre un caporal français à qui il offre une substantielle somme pour le rallier à sa cause. Un soir de tout début novembre 1641, l'enseigne Claude Andressot, le second de Lacuzon, escalade les remparts et permet à Lacuzon et ses hommes de pénétrer dans la place. Une partie des soldats français se rallient alors aux assaillants. 
En quelques instants, les Comtois investissent les logements des officiers puis neutralisent les soldats. Le capitaine de Mance et ses hommes qui sont restés loyaux sont faits prisonniers. On ignore s'il y eut des victimes. 
Au petit matin, les habitants de Saint-Laurent s’aperçoivent avec stupeur que le drapeau espagnol flotte désormais sur la forteresse.

## Conséquence
La prise de la forteresse connaît un énorme retentissement. Le gouvernement espagnol lui-même salue cette victoire. Cette prise, bien qu'également stratégique, est surtout symbolique et permet de mettre un coup d’arrêt à la spirale de défaites et de mauvaises nouvelles pour les Comtois. Lacuzon rentre dans la notoriété, cet événement posant la première pierre de sa légende. Non seulement les raids et les pillages cessent par la suite dans le Bailliage d'Aval (actuel Jura), mais la situation en Franche-Comté peut s’apaiser après cinq années de tourments. Lacuzon voit son grade de capitaine être confirmé. Il est intégré à l'armée régulière comtoise, et conserve également le commandement de la place qu'il vient de prendre.